# Mia Heikkinen
Mia Heikkinen (Mia Satu Susanna Heikkinen), född 20 maj 1980 i Göteborg, är en finländsk operasångare (sopran). 

## Biografi
Mia Heikkinen är född i Göteborg i Sverige men växte upp i Pemar i Finland. 1995 började hon sina studier som sångare vid musikhögskolan i sin hemstad, med Paula Savela som lärare, och fortsatte senare vid Åbo konservatorium. Mellan 2001 och 2008 studerade hon vid Åbo yrkeshögskola och gjorde kandidatexamen i musikpedagogik. Mellan 2003 och 2009 studerade hon vid Konstuniversitetets Sibelius-Akademi, där hon har undervisats av bland andra Aulikki Eerola och Eeva-Liisa Saarinen, och gjorde magisterexamen i musik.
2007 vann Heikkinen Sångtävlingen i Kangasniemi. I januari 2008 fick hon andra priset vid De nationella sångtävlingarna i Villmanstrand. Vid Finska nationaloperan debuterade Heikkinen under säsongen 2008–2009 som en av brudtärnorna i Webers Friskytten och i rollen som Papagena i Mozarts Trollflöjten. Heikkinen har också sjungit bl.a. på Musikfestivalen i Nådendal, i Mikko Heiniös kyrkoperan Riddaren och Draken, på Samppalinnabergets sommarteater Samppalinna sommarteater samt i Tuomas Kantelinens operor Paavo Suuri. Suuri juoksu. Suuri uni. (2000) om Paavo Nurmi och Mannerheim (2017).